# Foire aux rognons blancs

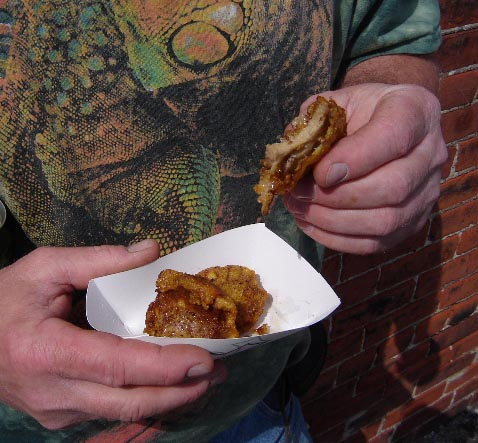
Un homme dégustant des testicules de veau au festival des testicules de Tiro, en 2007.

Il existe différentes foires aux rognons blancs ou festival des testicules (Testy festy ou Testicule Festival en anglais) des deux côtés de l'Atlantique. Ces fêtes, foires ou festivals sont centrés autour de la dégustation d'amourettes, autrement dit des testicules animaux. Aux États-Unis d'Amérique, l’un se tient à Oakdale, en Californie, l’autre à proximité de Missoula, au Montana. En France, le village de Raon-aux-Bois organisait une foire attirant des milliers de personnes tandis que Domèvre-en-Haye continue d'organiser sa foire aux roubignoles.

## Orientations
Raon-aux-Bois a célébré en 2015 sa 29e édition de ces festivités. La confrérie à l'initiative de cette manifestation a annoncé à plusieurs reprises son arrêt en raison d'une fréquentation en baisse, et ne perdure en 2016 qu'une cérémonie d’intronisation à la confrérie, suivie d'un repas de dégustation. 
La foire aux roubignoles de  Domèvre-en-Haye propose aussi bien des testicules de mouton, de taureau ou de coq.
Le festival d’Oakdale sert à collecter des fonds pour le musée du Cowboy d’Oakdale. Les participants peuvent y déguster des testicules de taureau à volonté,,.
Le festival de Missoula se déroulant sur plusieurs jours a été le sujet d’un article de Chuck Palahniuk, un auteur jouant sur l'ambiguité entre reportages et fiction.  Cet article issu de son recueil Stranger than fiction a été traduit en français par Festival de la couille. La manifestation est souvent présentée comme un festival érotique, tandis que le village organisateur revendique le caractère bon enfant du festival (« The Testy Fest is neither about balls or breasts, it’s about having a good time. ») où la dégustation de rognons blancs figure en bonne place et donne lieu à un concours de quantité avalée.

## Sources
1. 1 2  Raon-aux-Bois : la confrérie des Rognons blancs prépare ses 30 ans Vosges-matin, 15 février 2016
2. ↑  Foire aux roubignoles - Domèvre-en-Haye sur lorraineaucoeur.fr
3. ↑  Nouveau chapître pour les rognons blancs Vosges-matin, 28 avril 2015
4. ↑  Philippe Sauter la fête à Domèvre, L'est républicain, 1991, sur stlegerinfo
5. ↑  (en) Diners can "have a ball" at testicle festival
6. ↑  (en) Offer "foodies" something new to boost tourism, expert says
7. ↑  (en) Got a taste for testicle? Oakdale fete for you.
8. ↑  Chuck Palahniuk, « Le Festival de la couille », in recueil Le Festival de la couille, Folio, Paris, 2009,  (ISBN 978-2-07-032051-6), p. 25-31
9. ↑  (en) Welcome To Testy Festy, sur therockcreeklodge.com, consulté le 16 février 2016